# گرانالیونه
گرانالیونه (به ایتالیایی: Granaglione) یک کومونه در ایتالیا است که در استان بولونیا واقع شده‌است.

## خصوصیات
گرانالیونه ۳۹٫۵۹ کیلومترمربع مساحت و ۲٬۲۶۶ نفر جمعیت دارد و ۴۹۳ متر بالاتر از سطح دریا واقع شده‌است.